# Enrique Amorim
Pour les articles homonymes, voir Amorim.
Enrique Amorim, né à Salto (Uruguay) le 25 juillet 1900 et mort à Buenos Aires (Argentine) le 28 juillet 1960, est un écrivain uruguayen, poète, dramaturge, conteur et romancier, connu en particulier pour son roman La carreta publié en 1929.

## Biographie
Issu d'une famille aisée d'éleveurs d'origine portugaise, il voyage en Europe et en Amérique latine avant de s'installer à Salto, dans une maison conçue par Le Corbusier. Au cours des années 1920, il écrit pour la revue Los Pensadores, et est édité par l'imprimerie Claridad, toutes deux associées au groupe de gauche Boedo. En 1947, il adhère au Parti communiste d'Uruguay.

## Œuvres
Romans
- La carreta (1929)
- El paisano Aguilar (1934)
- La edad despareja (1938)
- El caballo y su sombra (1941)
- La luna se hizo con agua (1944)
- El asesino desvelado (1946)
- Feria de farsantes (1952)
- Eva Burgos (1960)

Recueils de contes
- Amorim (1923)
- Horizontes y bocacalles (1926)
- Tráfico (1927)
- La trampa del pajonal (1928)
- Del 1 al 6 (1932)
- La plaza de las carretas (1937)
- Después del temporal (1953)

Poésie
- Veinte años (1920)
- Visitas al cielo (1929)
- Poemas uruguayos (1935)
- Dos poemas (1940)
- Primero de Mayo (1949)
- Quiero (1954)
- Sonetos de amor en verano (1958)

Théâtre
- La segunda sangre (1950)
- Don Juan 38 (1958)